# あなたは8年間どこにいたのか?
あなたは8年間どこにいたのか?（あなたは8ねんかんどこにいたのか?、ロシア語: Где вы были восемь лет?）とは、2022年2月に始まったロシアのウクライナ侵攻への反対者に対して、ウクライナ侵攻の支持者が主にソーシャル・ネットワーキング・サービス上で用いた定型文的なフレーズである。8年間、すなわち侵攻が始まった2022年の8年前とは、ロシア軍がドンバス地方の紛争に介入した年・2014年である。

## フレーズの出現
2022年2月24日、ロシア大統領ウラジーミル・プーチンは、2014年からドンバス地方でウクライナからの独立を宣言していたドネツク人民共和国、ルガンスク人民共和国の独立を承認し、ウクライナへの侵攻を開始した。また、同日の演説では、ウクライナへの侵攻は「8年間、ウクライナ政府によって虐げられ、ジェノサイドにさらされてきた人々を保護する」、「特別な軍事作戦」の実行であると述べた（特別軍事作戦の実施について）。
同日、ロシアのソーシャル・ネットワーキング・サービス上では、#нетвойне のハッシュタグと共に、軍事作戦への多くの反対意見が書き込まれた。これらに対する批判的コメントとして書き込まれたのが、「あなたは8年間どこにいたのか？」というフレーズを含む、多くのコメントである。また、歌手・司会者・著名ブロガーなどによる、ロシア政府の見解やウクライナ侵攻を支持するコメントも現れた。

## 反応
このフレーズはロシア・ウクライナのメディアでも取り上げられ、フレーズに対する返答や、フレーズに関しての意見などが報道された。
ウクライナのジャーナリスト、カテルィナ・オサドチャは、「8年前、既にウクライナはロシアに分解されていた」と答えた。
シュリッセリブルク聖母受胎大聖堂の修道院長・エフゲニー・ゴリャチェフは、「恐ろしいドンバスの悲劇の清算に、他の、より恐ろしいものを犠牲にして支払うのはあり得ないことだ」と答えた。
雑誌、ドクサは、「8年間」の理論に対し、「私たちの中には未成年者もいる。生まれていなかった者もいる。あるいは政治問題に無関心だった者もいる。しかし、ウクライナとの戦争に抗議していた者もいる。より重要なのは8年間ではなく、今、私たちが行動することだ」と反駁した。
ノーヴァヤ・ガゼータのジャーナリスト、パーヴェル・カヌィギンは、このフレーズを政治宣伝（プロパガンダ）の手法の1つであると論じた。放送局ドーシチも同じく、まるで政治宣伝者や官僚主義者のためのフレーズであると見解を述べた。